# Carlito alla conquista di un sogno
Carlito alla conquista di un sogno (Carlitos y el campo de los sueños) è un film del 2008 diretto da Jesús del Cerro.

## Trama
Carlito, un ragazzino di dodici anni, vive in un orfanotrofio e sogna di diventare un grande calciatore. Quando scopre che la Federazione Spagnola cerca nuovi talenti per la Nazionale che dovrà partecipare ai prossimi campionati europei juniores, il ragazzo decide di partecipare alle selezioni. Sfortunatamente il direttore dell'orfanotrofio, il signor Hipolito, nega a Carlitos il permesso di uscire dall'istituto.
Grazie però ai suoi amici, il custode Diego, grande appassionato di calcio, e Maite, l'aiutante dell'istituto che Diego ama in segreto, Carlito riesce, nascostamente, a partecipare alle selezioni. Dopo una serie di bugie Carlito viene selezionato nella squadra juniores della nazionale spagnola per partecipare al campionato.
Infine tutto l'orfanotrofio viene a conoscenza di questa notizia, e il direttore impedisce a Carlito di giocare la finale contro la Germania. Dopo una serie di confessioni gli viene comunque concesso di partecipare alla finale, partita in cui il ragazzo fa vincere la propria squadra grazie ad un gol segnato su calcio di rigore, messo a segno proprio mentre viene arrestato il direttore dell'orfanotrofio.